# Copa Fares Lopes de 2023
A Taça Fares Lopes de 2023 foi a décima quarta edição desta competição futebolística organizada pela Federação Cearense de Futebol (FCF). Foi disputada por nove equipes entre com início em 28 de junho. Inicialmente, seria disputada por 10 clubes, mas o Floresta anunciou a desistência de disputar a competição com foco de disputar a Série C do Brasileirão. O campeão da competição foi o Iguatu após vencer, nos penâltis, a equipe do Ferroviário.

## Regulamento
O regulamento foi divulgado em 28 de abril de 2023. Na primeira fase, as 9 equipes serão divididas em dois grupos, um com 4 equipes e outro com 5 equipes, onde jogarão entre si em seus respectivos grupos somente em jogos de ida, se classificando os dois melhores de cada grupo para as semifinais.
Nas semifinais, o melhor colocado de cada grupo enfrentará o segundo melhor colocado do outro grupo (1º A x 2º B, 1º B x 2º A), e farão confrontos de ida e volta, classificando os melhores pontuados do confronto para a final.
Na final, os clubes classificados farão confrontos de ida e volta, onde será conhecido o campeão da competição. Como o campeão Iguatu se classificou para a Copa do Brasil de 2024 pelo campeonato cearense, a vaga foi repassada para o vice-campeão Ferroviário.

## Primeira Fase

### Grupo A
| Pos | Equipe              | Pts | J | V | E | D | GP | GC | SG  | Classificado |   | IGU  | PAC | FOR | GJU |
| --- | ------------------- | --- | - | - | - | - | -- | -- | --- | ------------ | - | ---- | --- | --- | --- |
| 1   | Iguatu              | 9   | 3 | 3 | 0 | 0 | 11 | 1  | +10 | Semifinais   |   | —    | —   | 2–1 | 6–0 |
| 2   | Pacajus             | 4   | 3 | 1 | 1 | 1 | 13 | 4  | +9  | Semifinais   |   | 0–3  | —   | —   | —   |
| 3   | Fortaleza           | 4   | 3 | 1 | 1 | 1 | 6  | 3  | +3  |              |   | —    | 1–1 | —   | 4–0 |
| 4   | Guarani de Juazeiro | 0   | 3 | 0 | 0 | 3 | 0  | 22 | −22 |              | — | 0–12 | —   | —   |     |

### Grupo B
| Pos | Equipe            | Pts | J | V | E | D | GP | GC | SG | Classificado |     | FAC | CAU   | ATC   | ICA   | GSO   |
| --- | ----------------- | --- | - | - | - | - | -- | -- | -- | ------------ | --- | --- | ----- | ----- | ----- | ----- |
| 1   | Ferroviário       | 7   | 3 | 2 | 1 | 0 | 4  | 2  | +2 | Semifinais   |     | —   | —     | 2–1   | —     | [ a ] |
| 2   | Caucaia           | 4   | 3 | 1 | 1 | 1 | 4  | 2  | +2 | Semifinais   |     | 0–0 | —     |       | 3–0   | —     |
| 3   | Atlético Cearense | 4   | 3 | 1 | 1 | 1 | 4  | 4  | 0  |              |     | —   | 2–1   | —     | 1–1   | —     |
| 4   | Icasa             | 1   | 3 | 0 | 1 | 2 | 2  | 6  | −4 |              | 1–2 | —   | —     | —     | [ a ] |       |
| 5   | Guarany de Sobral | 0   | 0 | 0 | 0 | 0 | 0  | 0  | 0  | Excluído     |     | —   | [ a ] | [ a ] | —     | —     |

1. 1 2 3 4  O Guarany de Sobral foi suspenso da competição após segundo W.O. na competição. Todos os jogos, incluindo o jogo realizado contra o Ferroviário, foram anulados.[4]

## Fase final
Em itálico, os clubes que jogarão como mandante no jogo da ida. Em negrito, os classificados.
|  | Semifinais  | Semifinais  | Semifinais | Semifinais |       |              | Final | Final | Final | Final |
|  |             |             |            |            |       |              |       |       |       |       |
|  | Iguatu      | 0           | 4          | 4          |       |              |       |       |       |       |
|  | Caucaia     | 0           | 1          | 1          |       |              |       |       |       |       |
|  | Caucaia     | 0           | 1          | 1          |       | Iguatu (pen) | 0     | 2     | 2 (8) |       |
|  |             |             |            |            |       | Iguatu (pen) | 0     | 2     | 2 (8) |       |
|  |             | Ferroviário | 1          | 1          | 2 (7) |              |       |       |       |       |
|  | Ferroviário | Ferroviário | 1          | 1          | 2 (7) | 0            | 5     | 5     |       |       |
|  | Ferroviário |             |            |            |       | 0            | 5     | 5     |       |       |
|  | Pacajus     | 2           | 1          | 3          |       |              |       |       |       |       |

## Final

### Jogo de Ida
| Quarta-feira, 23 de agosto | Ferroviário   | 1 – 0          | Iguatu | Estádio Presidente Vargas, Fortaleza                                             |
| 20:00                      | Roni Lobo 95' | Súmula Borderô |        | Público: 836 Renda: R$ 6070.00 Árbitro: CE Raimundo Rodrigues de Oliveira Junior |

| Ferroviário | Iguatu |

### Jogo de Volta
| Quarta-feira, 30 de agosto | Iguatu                                 | 2 – 1 | Ferroviário                 | Estádio Morenão, Iguatu             |
| 19:30                      | Guidio 24' · Otacilio Marcos 73' (pen) |       | 45+4' (pen) Bruno Gonçalves | Árbitro: CE Adriano Barros Carneiro |

| Iguatu | Ferroviário |

## Premiação
| Copa Fares Lopes 2023       |
| --------------------------- |
| Iguatu Campeão (1.º título) |

## Estatísticas

### Artilharia
| Gols | Jogador         | Equipe    |
| ---- | --------------- | --------- |
| 5    | Alan Fabricio   | Pacajus   |
| 3    | Otacílio Marcos | Iguatu    |
| 2    | Bruno Ocara     | Pacajus   |
| 2    | Davi            | Pacajus   |
| 2    | Iarley          | Fortaleza |
| 2    | Pedrinho        | Iguatu    |

## Classificação Geral
| Pos | Equipe              | Pts | J | V | E | D | GP | GC | SG  | Classificado                                      |
| --- | ------------------- | --- | - | - | - | - | -- | -- | --- | ------------------------------------------------- |
| 1   | Iguatu              | 16  | 7 | 5 | 1 | 1 | 17 | 4  | +13 | Campeão e classificado para a Copa do Brasil 2024 |
| 2   | Ferroviário         | 13  | 7 | 4 | 1 | 2 | 11 | 7  | +4  | Vice-campeão                                      |
| 3   | Pacajus             | 7   | 5 | 2 | 1 | 2 | 16 | 9  | +7  | Eliminados na Semifinal                           |
| 4   | Caucaia             | 5   | 5 | 1 | 2 | 2 | 5  | 6  | −1  | Eliminados na Semifinal                           |
| 5   | Fortaleza           | 4   | 3 | 1 | 1 | 1 | 6  | 3  | +3  | Eliminados na Primeira Fase                       |
| 6   | Atlético Cearense   | 4   | 3 | 1 | 1 | 1 | 4  | 4  | 0   | Eliminados na Primeira Fase                       |
| 7   | Icasa               | 1   | 3 | 0 | 1 | 2 | 2  | 6  | −4  | Eliminados na Primeira Fase                       |
| 8   | Guarani de Juazeiro | 0   | 3 | 0 | 0 | 3 | 0  | 22 | −22 | Eliminados na Primeira Fase                       |
| 9   | Guarany de Sobral   | 0   | 0 | 0 | 0 | 0 | 0  | 0  | 0   | Excluído                                          |